# DC offset
Direct current (DC) offset, o abbreviato "DC offset" è una compensazione di un segnale da zero. 
Il termine ha origine in elettronica, dove si fa riferimento a un segnale elettrico il cui valore è spostato in una certa misura rispetto al riferimento di massa, ma il concetto è stato esteso a ogni rappresentazione di una forma d'onda. "DC offset" è l'ampiezza media della forma d'onda, se l'ampiezza media è pari a zero, non c'è DC offset.
"DC offset" può essere ridotto in tempo reale anche da un filtro passa-alto. 
Quando si ha già la forma d'onda intera, sottraendo l'ampiezza media di ogni campione sarà possibile rimuovere l'offset. 
Spesso, frequenze molto basse sono chiamate "slowly changing DC".